# Julius Wilhelm Theophil von Richter
Julius Wilhelm Theophil von Richter (* 14. Dezember 1808 in Doblen (Kurland); † 13. März 1892 in St. Petersburg) war ein deutschbaltischer Theologe.

## Ausbildung
1823–25 besuchte er das Gymnasium illustre in Mitau. 1825–28 studierte er Theologie an der Kaiserlichen Universität Dorpat.

## Tätigkeiten
1831–35 war er Redakteur der Latweeschu Awises. 1835–50 Pastor der lettischen Gemeinde in Doblen und Behrshof (Kurland). Er veranlasste den Bau der Bethäuser in Neu-Sessau (1841/43) und Gluhde (1848). 1844 wurde er Konsistorialrat, seit 1845 war er Mitglied des Evangelisch-Lutherischen General-Konsistoriums.
1861–68 war er Generalsuperintendent und Vizepräsident des St. Petersburger Bezirkskonsistoriums. Von 1868–92 amtierte er als Vizepräsident des Evangelisch-Lutherischen General-Konsistoriums. 1870 wurde er zum Bischof ernannt.

## Auszeichnungen
- 1844 goldenes Prediger-Brustkreuz,
- 1880 m. Brill.
- Orden des Heiligen Wladimir 2. Klasse
- 1883 Kaiserlich-Königlicher Orden vom Weißen Adler

## Herkunft und Familie
Sein Vater war der Theologe Johann Georg Leberecht Richter (1763 – 1840), der mit Julianne Lindner verheiratet war.  Julius v.R. heiratete 1833 Laura Neander († 1888), ihr Sohn war der bekannte Chemiker Viktor Matthias Julius von Richter (1841 – 1891).